# Григориос Бакарис
Григориос Бакарис или Садикис (на гръцки: Γρηγόριος Μπάκαρης, Σαδίκης) е гръцки революционер, деец на гръцката въоръжена пропаганда в Македония.

## Биография
Роден е в западномакедонския град Костур, тогава в Османската империя. Присъединява се към гръцката въоръжена пропаганда и става четник на капитан Георгиос Цондос. По-късно в 1912 година действа с капитан Лазар Апостолов (Лазарос Апостолидис).